# Белорусская палеография
Белорусская палеография (др.-греч. παλαιóς «древний; важный» + γράφω «писать») — историко-филологическая дисциплина, изучающая историю письма, закономерности развития графических форм букв, письменных знаков, шрифтов, а также памятники старой письменности с целью прочитать их, определить автора, время и место создания, аутентичность текста и др. Изучение белорусской палеографии происходит в тесной связи с такими дисциплинами исторического и лингвистического наполнения, как история белорусского литературного языка, белорусская диалектология, историческая грамматика белорусского языка, текстология, археография, дипломатика, сфрагистика, геральдика и др.

## Начало палеографии
Термин «палеография» ввёл в обиход в 1708 году французский монах Бернар Монфокон, автор труда «Греческая палеография или о происхождении и развитии букв». Монфокон впервые разработал метод палеографического исследования. Выстроив на основе определённых признаков имеющиеся рукописи в хронологический ряд, он вывел эволюцию букв и определил стадии в развитии средневекового греческого письма и типы письма. Практически же метод палеографии применил монах-бенедиктинец Жан Мабильон, издавший Париже в 1681 году работу «De re diplomatica libri sex» («Дипломатика в шести книгах»), где дал классификацию типов раннего средневекового письма, назвав их «национальными», то есть франкскими, лангобардскими, вестготскими и т. д. Это потребовалось ему для утверждения подлинности грамот франкских королей, выданных бенедиктинским монастырям.
Нечто подобное наблюдалось и в России. «Первоначальные приемы палеографического анализа, — писал Н. С. Чаев, — зародились еще в Московском государстве XVI−XVII вв., причем, как и на Западе, в чисто практических целях. Эти приемы вырабатывались главным образом в результате экспертизы документов, фигурировавших в судебных процессах».
В XVIII веке развитие палеографии как специальной исторической дисциплины было обусловлено не только необходимостью создания источникового фундамента для молодой исторической науки, но и интересом к истории и культуре, что было характерным для эпохи Просвещения. В это время сильнейшими в Европе были французская и немецкая школы палеографии. В первой половине XIX века в Европе начинают складываться национальные палеографические школы. К концу века палеография сумела выработать собственную методику, терминологию исследований, созданы специальные учреждения, занимающиеся изучением и публикацией текстов, изданием периодических работ по палеографии и подготовкой специалистов-палеографов. Во второй половине XIX−первой половине XX в. особенно интенсивно палеография развивалась в Германии, Франции и России в связи с подготовкой и изданием древних памятников. Начало интенсивного развития русской (славяно-русской) палеографии относится к середине XIX века, хотя некоторые практические темы графического анализа (главным образом для выявления поддельных подписей) получили распространение в XV—XVII вв. В связи с публикацией и изучением источников в XVIII веке происходило дальнейшее накопление палеографических наблюдений, подготовивших условия для становления славяно-русской палеографии как самостоятельной отрасли исторических знаний.
Зачатки палеографии видим в исторических розысканиях В. Н. Татищева, археографической деятельности Н. И. Новикова. В 1840-х гг. русский библиограф, исследователь рукописной и старопечатной книги В. М. Ундольский подготовил рукопись книги «Опыт славяно-русской палеографии, или науки определить время написания рукописей, правильно и бегло читать их». Работа готовилась, прежде всего, для правильного прочтения текстов, а также их датирования. В 1854 году И. П. Сахаров опубликовал книгу «Чтения из русской палеографии», в которой дана классификация палеографии по видам источников. Сахаров поделил палеографию на литературную, юридическую, археологическую и нумизматическую. В конце XI−начале XX в. были опубликованы курсы лекций по славяно-русской палеографии И. И. Срезневского (1885) и А. И. Соболевского (1908). Они определяли предмет и задачи палеографии. Важным явился труд И. С. Беляев «Практический курс изучения древней русской скорописи для чтения рукописей XV−XVIII веков» (1907, 1911). Вышли работы-справочники по изучению бумажных водяных знаков (филиграней), положивших начало филиграноведению: И. П. Лаптев И. П. Лаптев «Опыт в древней русской дипломатике» (1824), К. Я. Тромонин «Изъяснение знаков, видимых в писчей бумаге…» (1844), Н. П. Лихачёв «Палеографическое значение бумажных водяных знаков» (т. 1−3, 1899). Далее развитие палеографии как научной дисциплины связано с именами ученых XIX века − А. Н. Оленина, К. Ф. Калайдовича, Евгения Болховитинова, А. Х. Востокова, П. М. Строева и др.

## Белорусская палеография как наука
В XI−XII вв. начинают формироваться монастырские библиотеки, где монахи не только собирают книги, но и переписывают их. Наиболее известна библиотека Полоцкого Софийского собора (1066). Возникают частные библиотеки князей полоцких, Кирилы Туровского. В Национальной библиотеке Беларуси среди рукописных книг и архивных материалов XIV—XXI вв. (свыше 1,7 тыс. единиц хранения), созданных на славянских, западноевропейских и восточных языках, — есть рукописные книги белорусского происхождения: евангелия, прологи, служебники, жития святых, сборники слов и поучений и др. Книжные рукописные памятники ― Туровское Евангелие XII в., Полоцкое Евангелие XII в., Оршанское Евангелие XII в., Минское Евангелие XIV в., Лавришевское Евангелие XIV в., Друцкое Евангелие XIV в., Мстижское Евангелие XIV в., Жировичское Евангелие XV в., Маложуховицкое Евангелие конца XV в., Десятоглав (Библия Матвея Десятого) начала XVI в., Слуцкое Евангелие XVI в., Шерешёвское Евангелие XVI в. Славянские рукописи этого времени имеются и в библиотеке Академии наук Украины.
С середины XV до XVIII века практикуется использование белорусского типа церковнославянского языка, − например, Новоградский пролог 1512 года, созданный в 1512 году при Новогрудском соборе свв. Бориса и Глеба по велению киевского митрополита Иосифа II Солтана; в библиотеке Супрасльского монастыря была проделана работа по его языковым особенностям и источникам. Наряду с церковнославянским и западнорусским письменным языками распространение получают латинский и польский языки. В оформлении рукописных книг присутствует готический стиль. Значительная часть книг издавалась на польском и латыни, четверть на «словенском» и западнорусском языках, по одной на греческом и итальянском. В первой половине XVI века издаются книги Франциска Скорины ((Библия, 1517—1519; Малая подорожная книжка, ок. 1522; Апостол, 1525), Яна Вислицкого и Николая Гусовского, Симона Будного, Статут ВКЛ 1529 года]. Из книг, изданных в XVI-первой половине XVII в. на территории Великого княжества Литовского на польском языке издано 46 %, латинском — 38 %, на церковнославянском и западнорусском — 10 %. Например, Статут ВКЛ 1529 года написан на западнорусском языке, переведён на латинский (1530) и польский (1532) языки. Впервые напечатан И. Н. Даниловичем на белорусском языке латинскими буквами в 1841 в Познани, в 1854 кириллицей в Москве.
Первые сведения о палеографической экспертизе письменных белорусских источников датируются XVI веком. Сотрудники канцелярий, а также писари различных должностных лиц явились первыми практическими палеографами. К практической палеографии относится копирование старых текстов, а также их изложение, поскольку всё это подразумевает владение определенными палеографическими навыками. Практическими палеографами, в частности, в конце XVI-начале XVII века, были переписчики книг Метрики Великого княжества Литовского XV−XVI вв. (от лат. matricula — канцелярская книга). К практической палеографии следует отнести также и фальсификацию документов, правда, такую, которая подразумевала воспроизводство особенностей графики письма того времени, за которое эти документы выдавались. Для научной палеографии по сравнению с практической характерно использование более совершенных методов изучения письма, обращение к более древним источникам, определенная система их отбора и критики.
Поиски бумаг по истории церкви привели к заинтересованности практической палеографией Ипатия Поцея, Игнатия Кульчинского, а позже и других священнослужителей. Например, И. Поцей в 1605 году представлял виленскому магистрату на экспертизу старую рукописную книгу, найденную в церкви местечка Крево. Книга была написана уставном славянским письмом и содержала описание Флорентийского собора, а также грамоту киевского митрополита Мисаила к папе Сиксту IV от 14 марта 1476 года, в которой духовенство и магнаты ВКЛ выражали свое признание Флорентийской унии и просили заступничества перед католиками. Поцей хотел удостовериться в подлинности книги.
Новый этап в развитии палеографии на белорусских землях начинается в XVIII веке. В это время осуществляется активный сбор, а позже и публикация исторических источников, в том числе тех, что освещали историю белорусских земель, а также там созданных. Одним из первых, кто проявил себя на ниве собирательства и изучения исторических источников, был А. С. Нарушевич. Накопление и анализ исторических источников становится важным признаком развития исторической науки. Этой деятельностью занимаются Теодор Нарбут, Иоахим Лелевель. Научное изучение белорусской палеографии, в частности, белорусского письма было связано с деятельностью Виленской археографической комиссии. В связи с подготовкой к печати комиссией исторических источников, был издан в 1884 году палеографический альбом «Сборник палеографических снимков с древних грамот и актов, хранящихся в Виленском Центральном архиве и Виленской Публичной библиотеке».
По актовым книгам Архивная копия от 29 февраля 2020 на Wayback Machine можно проследить развитие письма. Актовые книги Великого княжества Литовского позволяют изучать все тонкости белорусской палеографии — разные почерки, сплошное и раздельное написание, графику букв, сокращение слов, усечение или пропуск гласных, надстрочные знаки, написания союзов, употребления разделительных знаков, абзацев, заглавных букв, буквенных цифр и т. д. В них можно найти, в частности, так называемую «кухонную» латынь, взаимовлияние польского языка и латыни, готические выражения их обоих. Классическая актовая книга состояла из 12 тетрадей по 4—6 листов. Акты писались дубовыми чернилами на тряпичной бумаге разных оттенков, преимущественно жёлто-сером. Прежде чем попасть на страницы актовой книги, документ регистрировался, иногда переписывался. На последнем листе чиновники подписывались в окончании актовой книги. В более старых книгах последнее слово одного листа повторялось в начале второго. Каждый документ имел также буквенную нумерацию. Нумерацию же листов книги делали уже комиссии в XIX веке. Все книги или оправленные, или сброшюрованные. Актовые книги всегда были источником научных исследований. Начиная с издания «Архива Юго-Западной России», когда была предпринята попытка систематизировать актовый материал по отдельным темам, 6 тыс. книг были открыты для общего пользования. Водяные знаки актовых книг — прекрасный материал для изучения места изготовления, путей распространения и качества бумаги.
Серия «Беларусь в актовых книгах XVI−XVIII вв.» основана в Национальном историческом архиве Беларуси в 1996 году как издание, в котором планировалось печатать исторические документы, а также архивные, археографические и др. Только в Национальной государственной академической библиотеке (НГАБ) хранится более миллиона рукописных дел, из которых более 10 тысяч относится к XVI−XVIII вв. Кроме того некоторая часть документов данного времени хранится в НГАБ в Гродно. Много документов находится за пределами Белоруссии. Первые выпуски серии посвящены актовым книгам Могилёвского магистрата последней четверти XVI−началу XVII вв. Они состоят из предисловия, подробного заголовка к каждому документу актовой книги, личного и географического указателей, а также терминологического словаря.
Изучение латинской палеографии с начала XX века было остановлено, в первую очередь, из-за политических причин. Однако, вышла работа О. А. Добиаш-Рождественской, рассказавшей историю латинской палеографии и давшей примеры палеографического анализа.
Западнорусский письменный язык (официальный язык ВКЛ) оставался долгое время под сильным влиянием церковнославянского языка, практиковавшего кириллицу. После заключения уний между ВКЛ и Польшей, и образования Речи Посполитой всё чаще встречаются белорусские тексты, написанные латинским шрифтом. В Беларуси практиковался польский вариант латиницы с характерными обозначениями шипящих и свистящих согласных, мягкости согласных. В кириллической графике не было знаков для обозначения некоторых фонем белорусского языка − «ў», «дж», «дз». Сохранилось довольно много документов, написанных или переписанных латиницей, и в XVIII веке. Некоторые свои издания, например сборники гимнов, печатала латиницей униатская церковь. До XX века латиница использовалась параллельно с кириллицей. Первые белорусские литераторы, хорошо знакомые с польской культурой, отдавали предпочтения латинице. К тому времени, собственно белорусской кириллической системы письма уже не существовало, единственным видом доступных публикаций на белорусском языке были старые униатские сборники белорусских религиозных (гимнов ((канты, кантички). В XIX веке на латинице выходили произведения В. Дунина-Марцинкевича, Ф. Богушевича. В XX веке латиницей печатали Тётка, Янка Купала, Якуб Колас; на латинице выходили журналы «Беларус», «Гоман», газеты «Наша доля», «Наша нива». В 1920-е гг. в «Нашей ниве» развернулась дискуссия о целесообразности употребления двух алфавитов, причем большинство читателей высказалось за сохранение кириллицы.
Западнорусское кириллическое письмо существовало в трех вариантах написания: уставное письмо, полуустав и скоропись. Начало научного изучения белорусского кириллического письма относится к концу XIX века и связано с выходом в свет в 1899 году работы «Палеографический сборник. Материалы по истории южнорусского письма в XV—XVIII вв.» под редакцией украинского исследователя И. М. Каманина, приведшего не только написания, которые были характерны для особого вида письма XV−XVIII вв. − скорописи, но и сделавшего попытку объяснить их происхождение. Затронул проблемы белорусской палеографии и В. Н. Щепкин, автор книги «Учебник русской палеографии»(1918 г., переиздана в 1967 и 1999 гг. под названием «Русская палеография»). Щепкин предпринял попытку проследить связь развития белорусской и украинской скорописи с процессами развития государственности. Многие исследователи считают родоначальником белорусской палеографии Е. Ф. Карского. В работе «Славянская Кирилловская палеография» (1928, факсимильное издание 1979) он детально описал ряд источников с учетом их состава и мест хранения, дал обзор материалов рукописей, их внешнего оформления, устройств письма. Рассмотрению особенностей славянского письма предшествует содержательный очерк истории возникновения и развития славянских азбук − глаголицы и кириллицы; основные закономерности написания отдельных букв кириллицы в белорусском письме рассматриваются на всем протяжении функционирования старобелорусского письменного языка (XІV-XVII вв.). Отдельно приводятся примеры украшений рукописей-заставок, инициалов, орнаментов. Карский определил основные закономерности изменений очертаний кириллических букв в старобелорусской письменности в XIV−XVII вв. Видоизменения букв он рассматривал в связи с функционированием в Белоруссии различных письменных школ и использованием различных типов письма. Кроме того, Карский привел богатый документальный материал с характерными узорами различных жанрово-стилевых разновидностей белорусской письменности различного места и времени создания. О белорусских рукописях пишет Карский в исследовании «Белорусы». Здесь в главе «Особенности письма западнорусских произведений, начиная с древнейших времен (Палеаграфический очерк)» есть значительный материал для будущей белорусской палеографии. Описание нескольких тысяч памятников письменности дал Вацлав Ластовский в монографии «История белорусской (крывской) книги» (1926). Белорусская и украинская скоропись были предметом внимания Л. В. Черепнина. Их формирование историк ставил в связь с развитием белорусской и украинской народностей. Ученый привел таблицы написаний букв белорусской скорописи XV−XVII вв. и украинской скорописи XVII века. Таблицы с формами букв скорописи он сопроводил и описанием последних. Данные Черепнина являются компиляцией, в некоторых случаях не совсем удачной, наблюдений, помещённых в работах И. М. Каманина,А. И. Соболевского, В. Н. Щепкина и Е. Ф. Карского. И. Ф. Колесников в статье «Палеография документальной (архивной) письменности» дал краткий анализ западной (белорусской) скорописи (Архивное дело. М., 1939, № 4). Исследованием истории письма занимался белорусский славист М. А. Павленко, который в работе «История письма» (1987) проследил основные этапы развития белорусского письма. Написание отдельных кириллических букв в белорусском письме на разных этапах его развития рассмотрел белорусский языковед А. Н. Булыко в монографии «Развитие орфографической системы старобелорусского языка» (1970). Эволюцию белорусского письма параллельно с развитием белорусского литературного языка изучал А. И. Журавский («История белорусского литературного языка» (1967). Особенности белорусского письма рассматривал польский ученый Т. Гот-Жабровский в книге «История письма русского» (1987). К палеографическому описанию Баркулабовской летописи обращались несколько белорусских исследователей. На примере судебной книги Каунасского земского суда 1566−1567 литовский исследователь А. К. Антонович выявил особенности белорусской скорописи второй половины XVI века. Петербургский исследователь Н. В. Николаев в книге «Книгописная Палата. Рукописная книга на Беларуси в X—XVIII веках» описал особенности переплета, орнамента и миниатюр древних белорусских рукописей. В 2009 году вышло учебное пособие С. Е. Куль-Сельверстовой «Введение в белорусскую палеографию». Цель палеографии определяется Куль-Сельверстовой традиционно: прочтение письменных источников, определение времени, места, авторства и аутентичности памятников письменности. Ценные палеографические наблюдения сделаны исследователями, занимавшимися изучением отдельных памятников кириллицы. Это работа С. Лазутки и Э. Гудавичюса, которая посвящена Статуту ВКЛ 1529 года («Первый литовский статут: Палеографический и текстологический анализ списков», Вильнюс. 1983. Т. I. Ч. 1). В ней дан палеографический анализ списков памятника (особенно ценными являются таблицы написаний букв. Авторы затронули проблему влияния готического письма на кириллическую скоропись. Большой вклад в изучение бумаги ВКЛ принадлежит Э. Лауцявичусу («Бумага в Литве в XV—XVIII вв.», 1979). Им же подготовлен альбом филиграней («Popierius Lіetuvoje XV—XVIII a. Atlasas», 1967). Альбом филиграней издан также польской исследовательницей Я. Синярской-Чаплицкой («Filigrany papierni połožonych na obszarze Rzeczypospolitej Polskiej od poczatku XVI do polowy XVIII wieku», 1959). Примечательна диссертация А.-В. Василяускене «Списки второго Литовского Статута на старобелорусском языке (палеография, хронология, дипломатика)» (Вильнюс, 1990). В 2006 году издано учебное пособие по белорусской кириллической палеографии А. И. Груши. Белорусский исследователь А. Груша − автор обстоятельных разработок по методике издания белорусских скорописных источников, − в первую очередь, Метрики ВКЛ, документов городского самоуправления времен ВКЛ и Речи Посполитой, материалов церковного делопроизводства; многочисленных публикаций по проблемам палеографии.
Национальный исторический архив Беларуси является одним из крупнейших европейских хранилищ. Он содержит 1 022 165 единиц сохранения, сгруппированных в 3 157 фондах. Общая длина архивных стеллажей составляет почти 12 км. Среди документов − разного рода шляхетские и церковные, небольшая подборка еврейских литургических рукописей, актовые книги из фондов судебных учреждений Великого княжества Литовского и Королевства Польского XV—XVIII вв., а также объемный фонд «Радзивиллы, князья» — основная часть документов архива Несвижской ординации известного рода; архив был рассеян по хранилищам Белоруссии, Польши, Литвы, России и Украины.

## Определение языка ВКЛ в палеографии
Официальный язык ВКЛ развился на базе письменности Древней Руси, его основу составили западные (западнорусский и староукраинский) восточнославянские диалекты, а также элементы церковно-славянского (преимущественно украинско-белорусского извода) и польского языков. Термин старобелорусский язык ввёл Е. Ф. Карский на основании его близости к белорусской народной речи XIX века. Академик В. И. Пичета называл Литовскую метрику выдающимся памятником официального белорусского языка. Исследователь Станиславас Лазутка также считал язык Метрики старобелорусским. И. И. Лаппо оперировал термином литовско-русский язык, а М. Н. Тихомиров − русский язык. А. Л. Хорошкевич предлагала термин средневековый западнорусский язык или старобелорусско-украинский. Профессор Зигмас Зинкявичус предлагать применять название славянский канцелярский язык ВКЛ. Доктор Патриция Кеннеди Гримстед считает государственным юридическим и основным канцелярским на территории ВКЛ в XV—XVI вв. русский язык, существовавший параллельно с языком Московского княжества как «своеобразный лингвистический предшественник белорусского и украинского языка». Для определения письменного языка Великого княжества Литовского в современной белорусской исторической и языковедческой литературе обычно используется термин старобелорусский язык, реже вместо него выступает термин белорусский язык; этот же термин встречаются в белорусскоязычной научной литературе советского времени. В дореволюционной и современной российской исторической и лингвистической практике наиболее часто применяется термин западнорусский письменный язык, рядом с которым используется также термин русский язык. В украинской исторической и языковедческих практиках чаще применяется термин староукраинский язык. В белорусской традиции термин староукраинский язык (бел. стараўкраінская мова) принят только в отношении украинского варианта русского (западнорусского) языка, который известен в белорусской науке как старобелорусский язык. Белорусские ученые отмечают, что употребление термина староукраинский язык в отношении государственного языка Великого княжества Литовского является некорректным, поскольку, по их мнению, особенности официальных текстов ВКЛ свойственны, прежде всего, именно современному белорусскому, и лишь частично — украинскому. В западноевропейской языковедческой номенклатуре старобелорусский язык, вместе с понятием украинский язык рассматриваются как часть общей идиомы и определяется термином русский язык (англ. ruthenian language). К нему причисляют литературный язык всех восточнославянских текстов, происходящие из ВКЛ и Речи Посполитой XIV−XVIII веков, которые невозможно достоверно причислить к церковнославянским. Эта тенденция поддерживается польской и литовской научными школами.

## Палеография белорусско-татарских источников
Арабский язык проникает на белорусские земли вместе с татарами, появившимися в Великом княжестве Литовском в XІV−XV вв. Среди них были переселенцы из Крыма, спасавшиеся от захватчиков-турок, а также военнопленные. Татары оседали на белорусской территории, растворяясь среди местного населения; отдельных больших поселений здесь у татар не было. Живя среди белорусов, они усвоили белорусский язык, постепенно забывая арабский и татарский. Белорусские татары вынуждены были перевести свои религиозные книги на белорусский язык. При этом, однако, было оставлено графическое оформление книги арабским алфавитом. Так возникли белорусскоязычные книги, записанные арабскими буквами (поэма «О вознесении Магомета на небо», молитвенники «Хамаил», «Тэджвидж» и др.). В процессе освоения белорусского и польского языков, составления религиозных и светских текстов на этих языках, возникла необходимость ввести в арабско-чагатайскую графику дополнительные диакритические значки, передающие звуки, которых нет ни в арабском, ни в чагатайском языках. Так возник язык китабов, написанных на белорусском и частично польском языках («al-kitab» — по-арабски «книга»). К XXI веку сохранилось около 30 китабов (аль-китабы, ай-китабы, кицбыбы). Это рукописные сборники преимущественно религиозного характера. Они достаточно хорошо изучены белорусскими исследователями. Особенно примечательны работы белорусского историка Алёны Любой.